# بخش موریگائون
بخش موریگائون (به انگلیسی: Morigaon district) یک منطقهٔ مسکونی در هند است که در Central Assam Division واقع شده‌است. بخش موریگائون ۱٬۷۰۴ کیلومتر مربع مساحت و ۹۵۷٬۴۲۳ نفر جمعیت دارد.